# Takayus xui
Takayus xui là một loài nhện trong họ Theridiidae.
Loài này thuộc chi Takayus. Takayus xui được Chuandian Zhu miêu tả năm 1998.